# 陵井監
陵井监，中国宋朝的行政区划——监。
宋神宗熙宁五年（1072年），设置陵井监，治所在仁寿县（今四川省仁寿县）。因有盐井传说是张道陵所开得名，下辖仁寿、井研二县。包括今四川省仁寿、井研等地。宣和四年（1122年）改为仙井监。南宋隆兴元年（1163年）改为隆州。